# Speocera papuana
Espèce
Synonymes
- Apiacera papuana Baert, 1980

Speocera papuana est une espèce d'araignées aranéomorphes de la famille des Ochyroceratidae.

## Distribution
Cette espèce est endémique de Papouasie-Nouvelle-Guinée,. Elle se rencontre dans le Nord-Est de la Nouvelle-Guinée.

## Publication originale
- Baert, 1980 : Spiders (Araneae) from Papua New Guinea II. Ochyroceratidae. Annales de la Société royale Zoologique de Belgique, vol. 109, no , p. 1-7.